# Hugon Lasecki
Hugon Franciszek Lasecki (ur. 7 lutego 1932 w Grudziądzu) – polski malarz, rysownik, poeta, profesor Akademii Sztuk Pięknych w Gdańsku.

## Życiorys
W 1956 został absolwentem Państwowego Liceum Technik Plastycznych w Gdyni. Studiował na Wydziale Malarstwa w Państwowej Wyższej Szkoły Sztuk Plastycznych w Gdańsku. Dyplom uzyskał w 1962 w pracowni profesora Stanisława Borysowskiego. W gdańskiej uczelni pracował w latach 1962–2004. W 1980 został kierownikiem Zaocznego Studium Wychowania Plastycznego. Od 1987 prowadził dyplomującą Pracownię Malarstwa. W 1988 otrzymał tytuł profesora sztuk plastycznych, w 1994 - tytuł profesora zwyczajnego. 
Należy do Związku Polskich Artystów Plastyków. Był członkiem grupy artystycznej „Grupa Gdańska”, a także współpracował z Teatrem Plastyków „Galeria” Jerzego Krechowicza. Jego rysunki i obrazy znajdują się w wielu muzeach i kolekcjach, w kraju i za granicą, m.in. w Muzeum Narodowym w Gdańsku, Poznaniu i Szczecinie, Muzeum Śląskim w Katowicach, Muzeum Pomorza Środkowego w Słupsku, w Urzędzie Miejskim w Gdańsku oraz w kolekcjach prywatnych. 
Wydał także kilka tomików wierszy - m.in. „W moim śnie” (2004), „Szczęśliwy, że jestem” (2006), „Wiersze dawne i nowe” (2010), „Najpiękniejszy dzień to dzień dobry” (2012), „Wiem o czym milczę” (2014).  
Jest dziadkiem reżysera, scenarzysty i satyryka stand-upera Abelarda Gizy i malarza Hugona Gizy (ur. 1982).

## Ordery i odznaczenia
- Krzyż Kawalerski Orderu Odrodzenia Polski (6 października 2005)[8]
- Złoty Krzyż Zasługi (1982)[3]
- Złoty Medal „Zasłużony Kulturze Gloria Artis” (21 kwietnia 2022)[9]
- Srebrny Medal „Zasłużony Kulturze Gloria Artis” (29 kwietnia 2009)[9]
- Medal 100-lecia Towarzystwa Przyjaciół Nauki i Sztuki w Gdańsku, Gdańskiego Towarzystwa Naukowego, Gdańskiego Towarzystwa Przyjaciół Sztuki (2022)[2]

## Ważniejsze nagrody i wyróżnienia
- Nagroda na II Festiwalu Polskiego Malarstwa Współczesnego w Szczecinie (1966)
- Srebrny medal na II Festiwalu Sztuk Pięknych w Warszawie 70 (1966)
- „Order Stańczyka” - honorowe wyróżnienie redakcji „Liter” za rok 1969 w twórczości plastycznej (1969)
- Nagroda Ministra Kultury i Sztuki za szczególne osiągnięcia w dziedzinie pracy dydaktyczno-naukowej (1979)
- Stypendium Senatu Miasta Bremy (1981)
- Nagroda Rektora za działalność artystyczno-wychowawczą (1981)
- Nagroda Ministra Kultury i Sztuki za szczególne osiągnięcia w dziedzinie pracy dydaktyczno-naukowej (1986)
- Nagroda Ministra Kultury i Sztuki za szczególne osiągnięcia w dziedzinie pracy dydaktyczno-naukowej (1989)
- Nagroda Miasta Gdańska w Dziedzinie Kultury (1989)[10]
- Nagroda Rektora I stopnia za działalność artystyczną i pedagogiczną (1991)
- Nagroda Wojewody Gdańskiego za całokształt osiągnięć (1992)
- Nagroda Rektora I stopnia (1993)
- Nagroda Rektora I stopnia (1997)
- Nagroda Artystyczna Gdańskiego Towarzystwa Przyjaciół Sztuki (1997)[2]
- Nagroda Rektora I stopnia (2000)
- Nagroda Rektora (2002)
- Nagroda Artystyczna Gdańskiego Towarzystwa Przyjaciół Sztuki (2003)[2]
- Pomorska Nagroda Artystyczna (2003)[2]
- Nagroda Miasta Gdańska w Dziedzinie Kultury „Splendor Gedanensis” za wystawę w Oddziale Sztuki Nowoczesnej Muzeum Narodowego w Gdańsku i towarzyszący jej katalog, za twórczość pełną dramatycznej ekspresji, za jedyny w swoim rodzaju niepowtarzalny i indywidualny język (za 2009)[10]
- Nagroda Prezydenta Miasta Gdańska w Dziedzinie Kultury z okazji jubileuszu 50-lecie pracy artystycznej (2003)[11]
- Nagroda Prezydenta Miasta Gdańska w Dziedzinie Kultury z okazji jubileuszu 50-lecia pracy artystycznej oraz 80. urodzin, a także za wszystkie napisane i jeszcze nienapisane wiersze (2012)[11]
- Nagroda Prezydenta Miasta Gdańska w Dziedzinie Kultury za całokształt pracy twórczej oraz z okazji jubileuszu 85.urodzin (2017)[11]
- Nagroda Prezydenta Miasta Gdańska w Dziedzinie Kultury z okazji 90-tych urodzin i działalności artystycznej (2022)[11]

Źródło:.